# Zasłucze
Zasłucze (od słów: za Słuczą) – nazwa potoczna terenów położonych po prawej stronie rzeki Słucz, na polskich kresach wschodnich (dzisiaj zachodnia Ukraina).
Nazwa ta nie odnosi się do żadnej konkretnej miejscowości a jedynie do części obszaru dawnej gminy Ludwipol, m.in. terenów położonych w okolicy dzisiejszych wsi Moczulanka, Siwki, Jackowicze. Większość położonych na terenie Zasłucza dawnych, polskich wsi nie istnieje dzisiaj nawet z nazwy.
Określenie to ze względów sentymentalnych (ale nie tylko) używane i popularne jest do dzisiaj w kręgach byłych mieszkańców Wołynia i ich potomków.